# Movileni (Iași)
Movileni é uma comuna romena localizada no distrito de Iaşi, na região de Moldávia. A comuna possui uma área de 79.27 km² e sua população era de 3190 habitantes segundo o censo de 2007.